# Orakel
Et orakel er en spirituel person eller institution, der anses for at være kilde til visdom eller profetiske budskaber om menneskers skæbne, gudernes vilje, fremtidige hændelser eller andre forhold, der normalt er skjult for mennesker. Ordet "orakel" er afledt af det latinske orare, der betyder "at tale".
Orakler kendes især fra antikkens civilisationer og religioner. I antikken kunne steder, objekter eller mennesker have ry for at være budbringere eller medier for visdom og forudsigelser fra guderne. Et af de mest berømte orakler er oraklet i Delfi, der var Apollons orakel i antikkens Grækenland.

## Orakelsvar fra antikken

### Hesiods død
Thukydid hævdede, at oraklet i Delfi havde advaret Hesiod om, at han kom til at dø i Nemea. Han flygtede derfor til Lokris, hvor han til gengæld blev dræbt i det lokale tempel, viet til Den nemæiske Zeus, og begravet der. Denne overlevering følger en velkendt ironisk konvention: Forudsigelserne er pålidelige, selv om man prøver at værge sig mod dem. 

### Sisyfos og hans brordatter
Sisyfos var arving til tronen i Thessalien, men hans bror Salmoneus kom ham i forkøbet. Sisyfos bad oraklet i Delfi om råd. Oraklet svarede: "Få børn med din niece, og de vil hævne dig!" Derfor forførte Sisyfos sin brordatter, Tyro, der fødte ham to sønner. Men så opdagede hun, at Sisyfos var motiveret, ikke af kærlighed til hende, men af had til hendes far, og valgte at dræbe de to børn.  Sisyfos fik efterfølgende Salmoneus fordrevet fra Thessalien; måske med baggrund i, at Salmoneus havde forlangt, at Tyros børn skulle sættes ud som nyfødte.  Tyro fik senere tvillinger med Poseidon, Pelias og Neleus, der voksede op hos fosterforældre. Salmoneus giftede sin datter bort til sin anden bror, Kretheus, som hun fik tre børn med. Da de blev voksne, vendte tvillingesønnerne tilbage og overtog Kretheus' kongedømme. De slog også hans nye kone, Sidero, ihjel, da hun havde mishandlet Tyro. 

### Sparta
Ifølge Herodot måtte selv oraklerne opgive at finde svar på, om Lykurgos, den påståede ophavsmand til Spartas lovgivning, var gud eller menneske.  Oraklerne var ellers kendt for at være tvetydige. Da spartanerne i begyndelsen af 500-tallet f.Kr. planlagde at invadere det rige jordbrugsland i Tegea, fik de en opmuntrende forsikring fra et orakel om, at de snart skulle "danse på Tegeas marker", og medbragte sejrssikkert både opmålingsudstyr og fodlænker til egnens lokalbefolkning, som de agtede at tage som slaver. Spartanerne blev imidlertid nedkæmpet, og deres dans på Tegeas marker blev udført til piskeslag og i de lænker, de selv havde medbragt. 
Leotykides blev konge i Sparta i 491 f.Kr. ved at fortrænge sin fætter Demaratos. Kong Demaratos havde allerede siddet på tronen i 24 år, da Leotykides igen bragte spørgsmålet om hans ophav på bane. Demaratos' mor havde nemlig født ham kun syv måneder efter, at hun blev taget til dronning. Man vidste altså ikke, om kongen eller hendes forrige mand var far til Demaratos. Oraklet i Delfi blev forelagt spørgsmålet, og dertil bestukket, så svaret blev, som Leotykides ønskede. Han overtog tronen, mens Demaratos blev afsat.  Det blev imidlertid afsløret, at Demaratos' medkonge, Kleomenes, stod bag bestikkelsen, og han flygtede fra Sparta. Han blev lovet frit lejde, hvis han vendte hjem; men chokerede over, at nogen ville optræde så krænkende overfor oraklet, erklærede eforerne ham sindssyg, og fik ham sat i gabestokken. Næste morgen blev han fundet død, med store kødstykker skåret ud af mave, hofter og ben, og den blodige kniv liggende ved siden af. Det blev udlagt som et selvmord. 
I 480 f.Kr. havde perserkongen Xerxes blikket vendt mod Grækenland. Spartanerne håbede at kunne alliere sig med indbyggerne i Argos mod den frygtede invasion; men Argos afviste forslaget og overbragte ifølge Herodot et råd fra oraklet i Delfi, om at "passe godt på jer selv og holde spydene indelåst". Spartas to konger, Leonidas og Leotykides, sendte nu selv en forespørgsel til oraklet, og svaret lød: "Jeres skæbne, o indbyggere af Spartas brede marker, er at se jeres store og berømte by ødelagt af Perseus' sønner. Enten det, eller alle indenfor Lakoniens grænser må sørge over en konges død, sprunget af Herakles' æt." Men hvem mente oraklet, var "Perseus' sønner"? Perserne, mænd fra Argos, eller måske begge?  Leonidas drog til Thermopylæ og ofrede sig der som den konge, oraklet nævner.

### Athen
Ifølge Herodot havde atheneren Hippias "en dybere forståelse af orakler end nogen anden levende mand". Sammen med sin bror Hipparchos herskede han i byen i tretten år, og anlagde et enormt arkiv over orakelsvar på Athens Akropolis. Da Hipparchos fandt ud af, at vennen Onomakritos pyntede på spådommene, fik han Onomakritos landsforvist. 
Brødreparret herskede som tyranner, og athenere i eksil sørgede for, at hver gang spartanere rådspurgte oraklet i Delfi om noget, fik de til svar, at "det var deres pligt at befri Athen". Athenere havde betalt for den overdådige restaurering af oraklet efter branden i 548 f.Kr., og Pythia viste dem sin taknemlighed. Sommeren 510 f.Kr. rykkede en spartansk hær, ledet af kong Kleomenes selv, frem og nærmest fejede Hippias' lejesoldater til side. Tyrannen barrikaderede sig på Akropolis, men spartanerne tog hans børn som gidsler og tvang ham til at forlade Attika. Tyranniets dage var omme. 
Da Xerxes og hans hær i maj 480 f.Kr. krydsede Hellesponten for at erobre Grækenland, sendte Athen udsendinge til oraklet i Delfi. Pythia skreg højt i trance, og skræmte athenerne ud af helligdommen, men en præst opmuntrede dem til at gå ind til hende igen, og ifølge Herodot sagde hun nu: "Og alligevel – dette ord giver jeg jer, ubøjeligt, et løfte: Alt indenfor Attikas grænser skal falde, ja, og de hellige dale mellem de nære bjerge. Men trævæggen alene, trævæggen skal stå, så meget giver Zeus Athene, som støtte til jer og jeres børn. Mænd til hest, mænd til fods, kom fejende ind fra Asien: Træk jer tilbage, for I skal snart nok møde dem ansigt til ansigt. Guddommelige Salamis – du vil være mange mødres sønners undergang, når frøene er sået, eller avlingerne indsamlet." Themistokles fik overbevist sine medborgere om, at "trævæggen" måtte henspille på skibe, eftersom øen Salamis udenfor Athen var nævnt. Han fik en flåde bygget, der nedkæmpede den persiske flåde i slaget ved Salamis. 

### Krøsus af Lydien
Da kong Krøsus af Lydien af et orakel blev tilrådet at alliere sig med "den mægtigste by i Grækenland" i krigen mod Perserriget, kontaktede han straks Sparta. Det var ingen heldig tolkning af orakelsvaret, for omkring 546 f.Kr, da Krøsus' rige gav efter for kong Kyros' fremrykning, rustede spartanerne sig godt nok til kamp, men ikke for at hjælpe Lydien, som aftalen ellers forpligtede dem til, men for at nedkæmpe arvefjenden Argos, hvad de også lykkedes med.  Krøsus havde i forvejen rådspurgt oraklet i Delfi om resultatet af en angrebskrig mod Perserriget. Orakelsvaret lød, at det ville bringe et stort rige til fald. Opmuntret gik Krøsus til krig mod kong Kyros; men det var hans eget rige, der blev bragt til fald. 

### De samnittiske krige
Under krigene mod samnitterne (343-290 f.Kr.) pålagde oraklet i Delfi romerne at rejse to statuer, af den klogeste og af den modigste græker. Valget faldt på Pythagoras og Alkibiades, og statuer af dem blev rejst i hvert sit hjørne af folkeforsamlingens mødeplads på Forum Romanum. Der stod de, til diktatoren Sulla fik området ryddet for at bygge en ny senatsbygning i 80 f.Kr.

### Aleksander den Store
Ifølge Plutark rådspurgte Filip 2. af Makedonien oraklet i Delfi, efter at han havde set en stor slange liggende i sengen ved siden af sin hustru Olympias, som kort tid efter viste sig at være gravid. Orakelsvaret blev tolket derhen, at slangen var guden Zeus i forklædning, og da barnet hun ventede, den senere Aleksander den Store, som 22-årig rustede sig til sit lange felttog mod øst, skal Olympias have taget ham til side og betroet ham, at Filip ikke var hans rigtige far, men derimod guden Zeus.
En egn i Frygien var sønderrevet af indre strid, og dens folkeforsamling modtog til sidst et orakelsvar, der spåede, at en konge skulle komme på sin vogn og gøre en ende på stridighederne. Lige efter ankom Gordios med sin kone og søn i en vogn. Ifølge forskellige legender var han en fattig bonde, der var udvandret fra Makedonien. Hans søn Midas blev udnævnt til konge, og den enkle vogn udstillet i Zeus-templet på en klippebefæstning på egnen. En besynderlig knude holdt vognen sammen. Det var ikke muligt at finde ud af, hvor knuden endte eller begyndte, og den blev kendt som "den gordiske knude".
I 331 f.Kr., efter at have grundlagt Alexandria, foretog Aleksander en tre ugers rejse langt ud i den libyske ørken til Siwa-oasen, langs den rute, der også benyttes i dag.  Ifølge sine følgesvende Ptolemaios og Aristobulos foretog han den yderst krævende rejse for at få mere at vide om sit ophav. Han kan have villet udspørge oraklet, om hans fars mordere var blevet straffet, eller om sin mors påstand om, at han var søn af Zeus; eller måske om udfaldet af sin krig mod perserne. Desuden besøgte alle faraoer af det 28. dynasti Siwa-oasen for at anerkendes som søn af Amon-Ra, og Aleksander kan have ønsket at vise, at han gik i de tidligere herskeres fodspor. Straks efter ankomst begav han sig til templet. Amons præst hilste ham med ordene "o pai Dios" – græsk for "søn af Zeus", eller sådan tolkede Aleksander det. Den egyptiske præst kan imidlertid have snublet i ordene, og ment at sige "o paidion" (= min dreng). Mens oraklet i Delfi gav sine svar mundtligt, formidlede Amon sine beskeder gennem bevægelser. 80 præster bar en guldbåd frem, og i båden sad en figur, der forestillede guden. Amon sagdes at påvirke præsterne til at bevæge sig på forskellige måder, som ypperstepræsten så fortolkede. Aleksander skrev bagefter til sin mor, at han var blevet betroet visse hemmeligheder, som han skulle fortælle hende om, når han kom hjem.
Efter at Aleksanders elsker og barndomskammerat Hefaistion var død, rådspurgte Aleksander oraklet i Siwa-oasen, om det var i orden, at man ofrede til den afdøde som en gud. Svaret var nej. Man kunne i stedet dyrke Hefaistion som en hero, dvs. en halvgud og helt.